# 부송도서관
부송도서관은 전북특별자치도 익산시에 있는 공립 도서관이다.

## 연혁
- 2012년 4월 5일 개관.